# Hausinvest
Hausinvest (Eigenschreibweise hausInvest) ist ein ausschüttender offener Immobilienfonds für Privatanleger der Commerz Real. Das Vermögen des seit 1972 bestehenden Fonds belief sich zum 31. März 2021 auf 16,6 Milliarden Euro, rund 800.000 Anleger waren investiert.

## Geschichte
Der Fonds gab am Freitag, 7. April 1972, die ersten Anteilscheine aus. In weniger als sechs Monaten wurden rund 1,5 Millionen Anteile im Wert von umgerechnet 36,3 Millionen Euro platziert. Im ersten Jahr belief sich das Fondsvermögen auf 53 Millionen Euro, die Zahl der Anleger lag bei 750. In den folgenden Jahren wuchs der Fonds stetig.
Im Jahr 1983 erzielte Hausinvest nach drei Jahren schwerer Rezession das bis dahin beste Absatzergebnis seit der Fondsauflegung. Der Nettomittelzufluss von rund 85 Millionen Euro (Vorjahr: 13 Millionen Euro) eröffnete dem Fondsmanagement neue Investitionsmöglichkeiten. Das Fondsvermögen stieg um rund 93 Millionen auf 294 Millionen Euro.
1995 erfolgte mit dem Kauf des Büroobjekts Milton & Shire House in London die erste Auslandsinvestition. Zukäufe in den Niederlanden, Frankreich, Italien, Schweden, Österreich, Portugal, Belgien und Spanien kamen in den folgenden Jahren hinzu.
Um die Jahrtausendwende zählte Hausinvest mehr als 280.000 Anleger und das Fondsvolumen lag bei 5,1 Milliarden Euro, was umgerechnet der Marke von zehn Milliarden Deutsche Mark entsprach. In dieser Zeit galt er als der größte offene Immobilienfonds in Europa.
Der Fonds erzielte auch während der Finanzkrise weiter positive Renditen und das Fondsvolumen stieg auf über 11 Milliarden Euro (2011).
Ende 2019 wies der Fonds mehr als 800.000 Anleger und ein Fondsvermögen von 15,7 Milliarden Euro auf. Er war Ende 2019 in Deutschland und 15 weiteren Staaten investiert.

## Fondsmanager
Der Fonds wird als beaufsichtigtes Immobilien-Sondervermögen von der Commerz Real Investmentgesellschaft mbH, einer Tochtergesellschaft der Commerz Real AG, als Kapitalverwaltungsgesellschaft nach dem Kapitalanlagegesetzbuch angeboten. Die Commerz Real ist der Vermögensverwalter (Asset Manager) für Sachwertinvestments im Verbund des Commerzbank-Konzerns.

## Immobilien-Portfolio

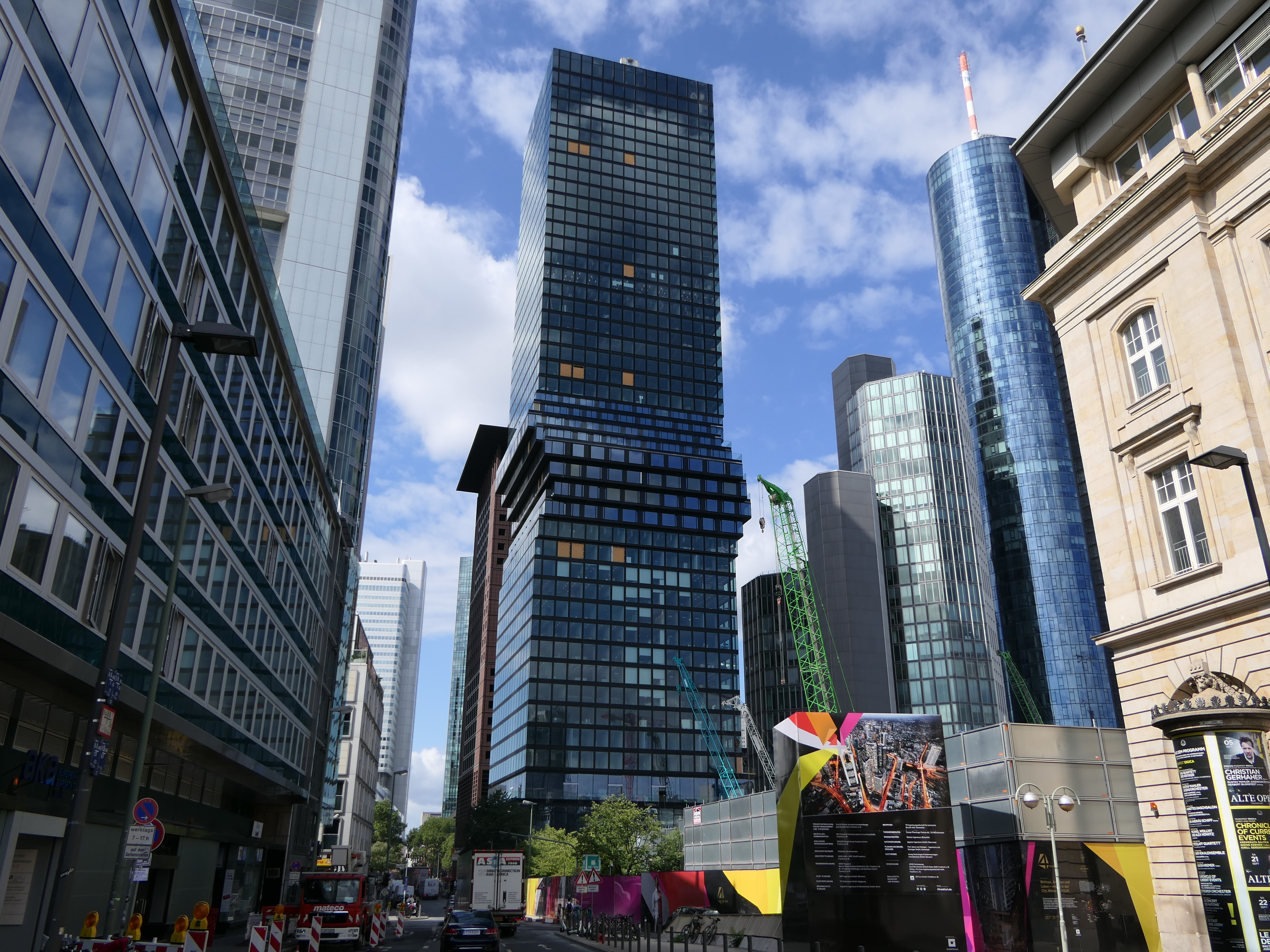
Omniturm, Frankfurt

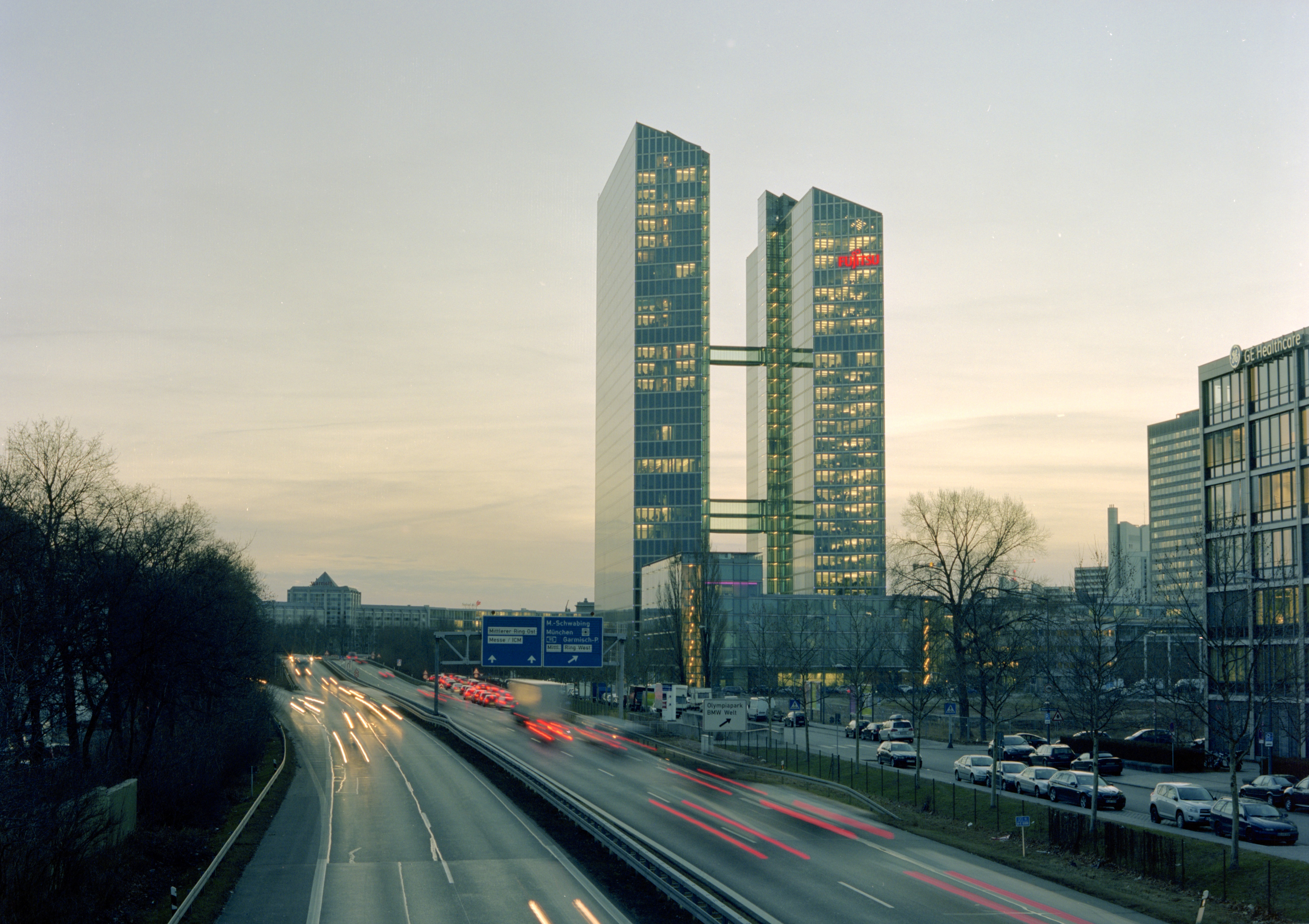
Highlight Towers, München

Bekannte Immobilien im Fondsportfolio sind u. a. die Frankfurter Hybridtürme One Forty West und Omniturm, die Neue Direktion Köln, die Highlight Towers in München und das größte innerstädtische Einkaufszentrum Europas, Westfield London (240.000 m² Verkaufsfläche).
Im Jahr 2019 erwarb der Fonds das gesamte Immobilienportfolio der Generali Lebensversicherung, das aus 49 Büro-, Wohn- und Einzelhandelsimmobilien in Premiumlagen deutscher Städte besteht (Millenium-Portfolio). Die Transaktion gilt als größter Paketkauf von Immobilien in der Geschichte der Bundesrepublik. Mit dem Portfolio erhöhte der Fonds die Anzahl seiner Immobilien auf einen Schlag um die Hälfte.
Ende 2019 hielt der Fonds insgesamt 127 Objekte; hauptsächlich in den Bereichen Handel (40,5 %) und Büro (40,3 %). Hausinvest ist überwiegend in Deutschland investiert (42,3 %); das Vereinigte Königreich (16,1 %) und Frankreich (8,4 %) sind die wichtigsten Märkte im europäischen Ausland; 14,4 % des Immobilienbestands liegen außerhalb Europas (u. a. Vereinigte Staaten, Singapur, Australien).

## Fondsvertrieb
Neben dem klassischen Bezug über Banken und Sparkassen können Fondsanteile seit 2015 auch direkt über die Website von Hausinvest erworben werden. Die Verwaltung der direkt erworbenen Anteile erfolgt dann über ein vom Anleger selbstständig geführtes Online-Depot bei Fidelity International.

## Rechtsgrundlagen
Seit dem Inkrafttreten des Kapitalanlagegesetzbuchs (KAGB) am 22. Juli 2013 unterliegen die ab diesem Zeitpunkt erworbenen Fondsanteile einer zweijährigen Mindesthalte- und einer zwölfmonatigen Kündigungsfrist. Die Kündigung kann allerdings bereits während der Mindesthaltefrist erfolgen, so dass der gekündigte Anlagebetrag grundsätzlich direkt nach Ablauf der Mindesthaltefrist zur freien Verfügung steht.
Hintergrund der Regulierung durch das KAGB ist ein umfassender Anlegerschutz: Die Mindesthalte- und Kündigungsfrist gewährt dem Fondsmanagement eine höhere Planungssicherheit hinsichtlich der im Fonds benötigten Liquidität. So wurde etwa sichergestellt, dass Großanleger ihre Gelder nicht unversehens aus dem Fonds abziehen können. Das stabilisiert den gesamten Markt und stärkt den Charakter offener Immobilienfonds als langfristiges Investment.